# Toirano
Toirano (ligur nyelven Tuiràn) település Olaszországban, Liguria régióban, Savona megyében. Lakosainak száma 2680 fő (2023. január 1.). Toirano Balestrino, Bardineto, Boissano, Borghetto Santo Spirito, Castelvecchio di Rocca Barbena és Ceriale községekkel határos.

## Népesség
A település lakossága az elmúlt években az alábbi módon változott:
| Lakosok száma | 2684 | 2665 | 2680 |
|               | 2017 | 2018 | 2023 |